# NGC 1587
NGC 1587 is een elliptisch sterrenstelsel in het sterrenbeeld Stier. Het hemelobject werd op 19 december 1783 ontdekt door de Duits-Britse astronoom William Herschel.

## Synoniemen
- PGC 15332
- UGC 3063
- MCG 0-12-35
- ZWG 393.28
- KCPG 99A
- 2ZW 12